# Akheilos suwartanai
Akheilos suwartanai — вид акул родини котячих акул (Scyliorhinidae), єдиний у роді Akheilos. Описаний у 2019 році.

## Етимологія
Рід Akheilos названо на честь персонажа грецької міфології Ахейлоса — дуже красивого юнака, якого Афродіта із заздрощів перетворила на кровожерливу акулу. Видова назва A. suwartanai вшановує Атжепа Сувартана, першого директора Центру досліджень та розвитку океанології Індонезії.

## Поширення
Єдиний відомий екземпляр спійманий біля острова Амбон з групи Молуккських островів на сході Індонезії.